# 让维尔
让维尔（法語：Janville，法語發音：[ʒɑ̃vil] ⓘ）是法国厄尔-卢瓦省的一个旧市镇，属于沙特尔区。2019年，让维尔与临近的2个市镇合并为新市镇博斯地区让维尔，让维尔为新市镇的行政中心。

## 地理
让维尔（48°12'2"N, 1°52'56"E）面积12.19 平方千米，位于法国中央-卢瓦尔河谷大区厄尔-卢瓦省，该省份为法国北部内陆省份，北起顺时针与厄尔省、伊夫林省、埃松省、卢瓦雷省、卢瓦-谢尔省、萨尔特省和奧恩省接壤。
与让维尔接壤的市镇（或旧市镇、城区）包括：图里、阿莱讷-梅尔维利耶。

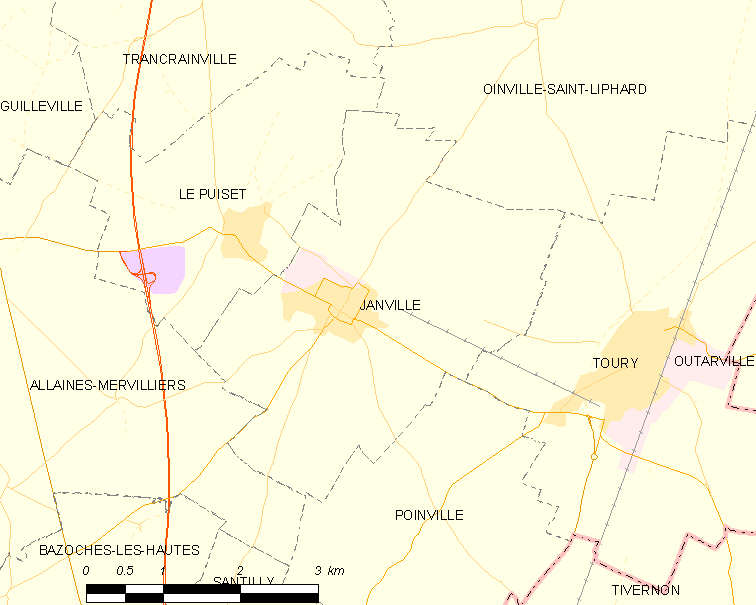
让维尔的OSM定位图

让维尔的时区为UTC+01:00、UTC+02:00（夏令时）。

## 行政
让维尔的邮政编码为28310，INSEE市镇编码为28199。

## 政治
让维尔所属的省级选区为莱维拉日沃韦安县。

## 人口

1962-2008年间让维尔人口变化图示

让维尔于2018年1月1日时的人口数量为1840人。